# Las Breas
Las Breas es una localidad chilena ubicada en la provincia de Huasco, Región de Atacama. De acuerdo a su población es una entidad que tiene el rango de  caserío. Se ubica en la cuenca superior del Valle de El Carmen.

## Historia
Esta localidad ubicada en el Valle del Carmen y próximo a la localidad de El Corral, su origen se remonta a las actividades mineras y agrícolas. 
La localidad de Las Breas ubicada en el antiguo Camino del Rey, hoy llamado la Ruta de los Españoles que la conectaba con Argentina a través de la cordillera.
Las Breas fue un asentamiento de carácter agrícola.
En Pastalito, cerca de Las Breas, Marcial Villalobos y la Sra. Erutosa Viga organizaron con un grupo de bailes chinos para celebrar la Fiesta de la Cruz de Mayo. Esta Fiesta duró pocos años hasta 1945.

## Turismo
Es un lugar adecuado para la práctica de senderismo y montañismo. En sus proximidades se ubica El Berraco y su famosa torre de piedra.
En las inmediaciones de Las Lozas y junto al camino, existen petroglifos, protegidos por la Ley 17.288 como monumentos arqueológicos, constituyendo un registro del patrimonio de los antepasados de este valle.
La localidad de Las Breas es conocida por sus artesanías de telar y pajarete tinto.
La localidad de Las Breas posee varios servicios, lo que la transforma en un punto ideal para realizar excursiones.

## Accesibilidad y transporte
La localidad de Las Breas se encuentra ubicada a 22,1 kilómetros de San Félix por la ruta C-489 y 10 km El Corral.
Existe transporte público diario a través de buses de rurales desde el terminar rural del Centro de Servicios de la Comuna de Alto del Carmen, ubicado en calle Marañón 1289, Vallenar.
Si viaja en vehículo propio, no olvide cargar suficiente combustible en Vallenar antes de partir. No existen puntos de venta de combustible en la comuna de Alto del Carmen.
A pesar de la distancia, es necesario considerar un tiempo mayor de viaje, debido a que la velocidad de viaje esta limitada por el diseño del camino. Se sugiere hacer una parada de descanso en el poblado de Alto del Carmen para hacer más grato su viaje.
El camino es transitable durante todo el año, sin embargo es necesario tomar precauciones en caso de eventuales lluvias en invierno.

## Alojamiento y alimentación
En la comuna de Alto del Carmen existen pocos servicios de alojamiento formales, es posible encontrar en el poblado de Alto del Carmen,  San Félix y El Churcal, se recomienda hacer una reserva con anticipación.
En las proximidades a Las Breas no hay servicios de campin, sin embargo se puede encontrar algunos puntos rurales con facilidades para los campistas en las proximidades.
Los servicios de alimentación son escasos, existiendo en Alto del Carmen,  San Félix y El Churcal algunos restaurantes.
En muchos poblados hay pequeños almacenes que pueden facilitar la adquisición de productos básicos durante su visita.

## Salud, conectividad y seguridad
La localidad de Las Breas cuenta con servicios de agua potable rural, electricidad y alumbrado público.
En Las Breas existe una Posta de Salud Rural dependiente del Municipio de Alto del Carmen.
En Las Breas, hay servicio de teléfono público rural y existe señal para teléfonos celulares.
El Municipio de Alto del Carmen cuenta con una red de radio VHF en toda la comuna en caso de emergencias.
En el poblado no hay servicio de cajeros automáticos, por lo que se sugiere tomar precauciones antes del viaje. Sin embargo, en Alto del Carmen, Retamo y San Félix existen algunos almacenes con servicio de Caja Vecina.
Este poblado es considerado como una localidad aislada en la región de Atacama y se encuentra considerada en el proyecto de desarrollo de Centros Cívicos de la región.

## Educación
Escuela Las Breas G-67
Esta escuela atiende a 4 alumnos. Cuenta con un aula, una multicancha, comedor y cocina.
La escuela de esta localidad fue fundada el año 1972 bajo el nombre de “Escuela Nº 40 de Huasco”, actualmente se denomina “Escuela G-67 Las Breas”